# 钮先铭
钮先铭（1912年1月3日—1996年7月11日）是江西九江出身的軍事人物，來台灣後成為編輯與作家。

## 生平
1912年出生在江西九江。日本陆军士官学校毕业后回国参军。
1937年南京保卫战时未及时撤退，无意之中闯入幕府山永清寺躲避日军盘查，情急之下出家为僧，亲眼目睹日军在南京用重机枪扫射两万名俘虏，将其所见整理成《还俗记》于1971年出版。
1945年日本战败后担任北平军事调处执行部国民政府代表团副参谋长。1949年后赴台，历任台湾警备司令部副司令、驻日军事代表团等职务，1964年转投文化事业，在正中书局担任总编辑，在中国文化大学教书。
1996年7月11日在美国逝世，享年84岁。

## 家庭
父亲是政治家钮传善。弟弟是作家钮先钟。夫人是南京保卫战谢承瑞少将的妹妹谢承美。

## 著作
- 小说《归去来兮》，1956年
- 小说《天涯芳草》，1965年
- 自传《还俗记》，1971年和1973年
- 传记文学《释迦牟尼新传－经典文学研究》，1976年
- 遗稿集《佛门避难记》南京师范大学出版社，2005年